# سد وادی مجنین
سد وادی مجنین (به عربی: سد وادی مجینین) یک سد خاکی در لیبی است که در طرابلس واقع شده‌است.